# جوليان تالبوت (كاتب)
جوليان تالبوت (بالإنجليزية: Julian Talbot)‏ هو كاتب أسترالي، ولد في 1961.

## وصلات خارجية
- الموقع الرسمي